# Halldór Ásgrímsson
Halldór Ásgrímsson (ˈhaltour ˈauːskrimˌsɔn) (Reykjavík, 8 settembre 1947 – Reykjavík, 18 maggio 2015) è stato un politico islandese.

## Biografia
Capo del Framsóknarflokkurinn, il Partito Progressista islandese, dal 1994, è diventato il ventiduesimo primo ministro dell'Islanda il 15 settembre 2004, quando è succeduto a Davíð Oddsson, che era rimasto in carica per 13 anni. Ha anche ricoperto la carica di presidente del Partito Progressista islandese dal 1994 al 2006.
Il 5 giugno 2006, in seguito ad una disfatta elettorale nelle elezioni municipali, Ásgrímsson ha annunciato l'intenzione di dimettersi dalla carica di primo ministro e di abbandonare la guita del Partito Progressista; gli è succeduto, il 15 giugno successivo, Geir Hilmar Haarde, precedente ministro degli esteri.
Il 31 ottobre 2006 Ásgrímsson ha assunto la carica di segretario generale del Consiglio Nordico.
È scomparso nel 2015 all'età di 67 anni a seguito di un attacco cardiaco.